# Rosetta Stone (groupe)
Rosetta Stone est un groupe de rock gothique britannique, originaire de Wirral, en Angleterre. Il est formé au milieu des années 1980 par Porl King (guitare/chant/claviers) et Karl North (basse), accompagnés d'une boîte à rythmes prénommée Madame Razor. Le groupe est nommé d'après la célèbre Pierre de Rosette, un artefact historique égyptien. Il utilise fréquemment l'imagerie de la mythologique antique, en particulier dans ses premières œuvres. Leur style originel et le premier album reflètent les sons rock gothique des années 1980.

## Biographie
Après avoir joué dans des concerts live, d'abord localement puis à l'échelle nationale à partir de 1988, et en réalisant plusieurs singles production indépendante à la popularité croissante, Rosetta Stone enregistre son premier album, An Eye for the Main Chance, en 1991. Ils recrutent dans le même temps un second guitariste, Porl Young, et se lancent dans de nombreuses tournées pour promouvoir l'album. À la suite de cela, le groupe sort son single le plus réussi, Adrenaline. L'album se vend à plus de 20 000 exemplaires au Royaume-Uni. En 1993, le groupe signe au label Cleopatra Records. La même année, Porl Young quitte le groupe en 1993 pour produire Children on Stun, tandis que Porl King et Karl Nord publient une reprise de la chanson The Witch du groupe The Rattles, titre qui porte le groupe dans le top 40 du classement des singles au Royaume-Uni.
En 1995 sort leur deuxième album studio, The Tyranny of Inaction, avec un son plus expérimental. L'album est un succès, mais il est accueilli d'une manière mitigée par la presse spécialisée. À la suite d'un accident fin 1997, Porl King perd une partie de son petit doigt gauche, ce qui change considérablement son style de guitare. Le groupe se sépare en 1998 après la sortie de Chemical Emissions et d'un remix de Tyranny en édition limitée sous le titre de Gender Confusion. Karl North se joint au groupe britannique Dream Disciples. Le groupe se sépare en 2000.

## Membres

### Derniers membres
- Porl King - guitare, chant
- Karl North - basse
- Madame Razor - batterie

### Anciens membres
- Porl Young - guitare (1991-1993)